# Ivan Sproule
Ivan Sproule (Castlederg, 18 febbraio 1981) è un allenatore di calcio ed ex calciatore nordirlandese, di ruolo centrocampista.

## Palmarès

### Club

#### Competizioni nazionali
- Coppa di Lega scozzese: 1

Hibernian: 2006-2007